# میرابل مادریگال
میرابل مادریگال (به انگلیسی: Mirabel Madrigal) یک شخصیت تخیلی است که در شصتمین فیلم بلند استودیوی انیمیشن والت دیزنی، به نام انکانتو در سال ۲۰۲۱ ظاهر می‌شود. میرابل که توسط کارگردانان بایرون هاوارد و جرد بوش خلق شده‌ است، به عنوان یک دختر ۱۵ساله ناقص، عجیب و غریب، عاطفی و همدل به تصویر کشیده می‌شود که تنها عضو خانواده مادریگال است که هیچ قدرت جادویی دریافت نمی‌کند. وقتی «معجزه» آن‌ها شروع به محو شدن می‌کند، میرابل وظیفه نجات جادو را بر عهده می‌گیرد و از مشکلات خانوادگی خود مطلع می‌شود.
میرابل از ابتدای رشد شخصیت، به عنوان تنها عضو خانواده بدون قدرت تصور شد. طرح پیش‌نویس فیلم، او را در جستجوی ناامیدکننده‌ای برای قدرت نشان می‌داد، اما انگیزهٔ کاراکتر با میل به مورد توجه قرار گرفتن تطبیق داده شد، که برای مخاطب قابل ربط‌تر تلقی می‌شد. ظاهر فیزیکی میرابل بر اساس راهنمای توریستی است. طراحی میرابل با دامن او آغاز شد که گلدوزی‌های گسترده‌اش نشان دهنده شخصیت اوست. استفانی بیاتریز بازیگر آمریکایی صداپیشگی میرابل را انجام می‌دهد. بیاتریز ابتدا برای نقش لوئیزا تست داد اما برای میرابل عالی به نظر می‌رسید.
شخصیت پردازی او جوایز مختلفی را به همراه داشت و منتقدان این شخصیت را قابل ستایش و صمیمیت می‌دانستند. اجرای بیاتریز همچنین به عنوان «خوب» و «بازیگران عالی» تحسین شد. رابطه میرابل با خانواده‌اش موضوع بحث در میان درمانگران و گروه‌های مهاجر بوده‌است که به روش‌های برخورد او با آسیب‌های نسلی مربوط می‌شود.

## توسعه
مفهوم
پس از اتمام انیمیشن زوتوپیا در ۲۰۱۶، کارگردانان بایرون هاوارد و جرد بوش می‌خواستند پروژه بعدی آن‌ها یک موزیکال باشد، که پس از پیوستن لین مانوئل میرندا به پروژه، به یک موزیکال آمریکای لاتین تبدیل شد. توسعه‌دهندگان دربارهٔ تجربیات مشترک خود از داشتن خانواده‌های بزرگ صحبت کردند و تصمیم گرفتند یک فیلم موزیکال دربارهٔ یک خانواده بزرگ با دوازده شخصیت اصلی بسازند. هاوارد و بوش دربارهٔ فرهنگ آمریکای لاتین به‌طور طولانی با خوان رندون و ناتالی اوسما که با آن‌ها در ساخت مستند زوتوپیا کار کرده بودند، بحث کردند؛ رندون و اسما اهل کلمبیا هستند. آنها در بحث‌های خود از تجربیات شخصی خود در مورد فرهنگ کلمبیا استفاده کردند که باعث شد هاوارد، بوش و میرندا تحقیقات خود را روی آن کشور متمرکز کنند. رندون و اوسما اولین نفر از چندین متخصص فرهنگی بودند که توسط دیزنی به عنوان مشاور در این فیلم استخدام شدند، چیزی که دیزنی آن را «اعتماد فرهنگی کلمبیا» نامید.
تیم تولید انکانتو ایده اصلی دختری را که تنها عضو خانواده اش بدون قدرت ماوراء طبیعی است، نهایی کرده بود. وقتی گروه شروع به توسعه شخصیت‌ها کرد، متوجه آسیب‌پذیری موقعیت میرابل شدند. چریس کاسترو اسمیت یکی از کارگردانان و فیلمنامه‌نویسان این فیلم گفت: موقعیت میرابل «پیچیده و ناخوشایند است و چیزی کاملاً انسانی و قابل ربط [به این دلیل] که [او] احساس می‌کند در میان هر کس دیگری که خاص است، یک فرد غیر خاص است و عالی است و همه چیز را مشخص کرده‌است.» فقدان قدرت میرابل به سرعت او را به عنوان ابزار ایده‌آل داستان و همچنین شخصیتی که مخاطبان می‌توانستند با او همدردی کنند، معرفی کرد. دلیل فقدان قدرت او عمداً در فیلم توضیح داده نشده‌است. بوش و هاوارد گفتند که انکانتو به عنوان یک فیلم رئالیسم جادویی قرار است در غیاب جادو «به همان اندازه یک داستان عمل کند». در نتیجه، میرابل با حل تنش‌ها به جای استفاده از جادو، خانواده‌اش را نجات می‌دهد. کارگردانان انیماتورها را به چالش کشیدند تا میرابل را از قهرمانان زن قبلی دیزنی متمایز کنند. او باید هم توانا و هم ناقص بود اما نه فقط دست و پا چلفتی.
نام تولد میرابل بیاتریز بود که دو سال قبل از انتخاب صداپیشه او استفانی بیاتریز تغییر کرد. نام این شخصیت از کلمه میرا گرفته شده است که در اسپانیایی به معنای نگاه کردن است. به گفته بوش: "در روزهای اولیه ما همیشه سوال می‌کردیم که آیا نام‌های درستی داریم یا نه - ریشه‌شناسی "معجزه" و قافیه با میرابل آن را تقویت می‌کرد. نام این شخصیت نیز یک کلمه لاتین به معنای شگفت‌انگیز است که نشان دهنده کنجکاوی او است.
با تکامل داستان انکانتو، نویسندگان و هنرمندان داستان انگیزه‌ها و نقص‌های میرابل را در نظر گرفتند. طرح پیش‌نویس فیلم او را در جستجوی ناامیدانه‌ای برای قدرت به تصویر می‌کشید، اما خدمه متوجه شدند که او از این موضوع گذشته‌است. بوش اظهار داشت که امید او برای جلب توجه، به جای ماجراجویی برای یک قدرت جادویی، به‌طور قابل توجهی قابل ربط است. داستان و روابط خانوادگی در نهایت حول این انگیزه نوشته شد. یکی از نسخه‌های فیلم، میرابل را روایت می‌کرد که تا شروع پرده سوم، که در آن دیدگاه آبوئلا نشان داده می‌شد. این مفهوم کنار گذاشته شد زیرا بیش از حد حواس‌پرتی تلقی می‌شد.
صدا
بیاتریز که خود را یک "هوادار بزرگ دیزنی" توصیف می کند، وقتی فهمید که دیزنی در حال ساخت فیلمی در کلمبیا است و لین-منوئل میرندا در حال ساخت موسیقی متن آن است، عقل خود را از دست داد؛ او شروع به ایمیل زدن به عوامل و مدیران خود کرد و درخواست تست صداپیشگی برای فیلم داد. بیاتریز در ابتدا برای لوئیزا تست بازیگری داد، اما وقتی آنها خواندن او را شنیدند، گروه تولید به این نتیجه رسیدند که او برای میرابل عالی است. به گفته اسمیت، بیاتریز به دلیل شخصیت، شوخ طبعی و صدای متمایزش، این نقش را تضمین کرد. بیاتریز در طول تست خود برای میرابل، آهنگ "تو خوش آمدی" را از موانا خواند و صحنه ای را اجرا کرد که در آن میرابل قبل از دریافت هدیه آنتونیو را دلداری می دهد. بیاتریز این تست را "رویایی به حقیقت پیوست" خواند و او این نقش را بزرگ ترین دستاورد خود دانست. کارگردان‌ها می‌خواستند به بازیگران اجازه دهند نقش‌هایشان را کشف کنند و احساس راحتی کنند که «در حال به هم ریختن و بداهه‌پردازی در لحظه». بیاتریز در ابتدا معتقد بود که میرابل باید جوان به نظر برسد، بنابراین او را با صدای بلند صدا کرد. اما هاوارد و بوش اصرار داشتند که صدای او را بالغ‌تر کنند. آنها فکر می کردند که او باید بیشتر اوقات از خودش مراقبت کند زیرا خانواده اش پر از "ستاره" است. به گفته بیاتریز، میرابل باید نیازهای خود را مدیریت کند و نیاز به بلوغ مشخصی دارد. بیاتریز گفت که پیدا کردن زمان برای نفس کشیدن در حین آواز خواندن چالش برانگیزترین بخش صداگذاری میرابل بود. شما باید به معنای واقعی کلمه برنامه ریزی کنید، خوب. "در این یادداشت هشتم یا هر چیزی که باید انجام دهم..." تا من برای بخش بزرگ بعدی آن آماده باشم. "آهنگ "من می خواهم"، در انتظار یک معجزه "، بیاتریز نه ماهه باردار بود. او با یک مربی آواز کار کرد تا تکنیک‌های تنفسی مناسب را بیاموزد و مطمئن شود که به درستی از خودش حمایت می‌کند. بسیاری از کارهای صوتی او در طول همه گیری COVID-19 ضبط شده است. گاهی اوقات، او فقط با میرندا یا کارگردانان بازی می کرد، اما در برخی مواقع، بسیاری از اعضای دیگر گروه به او گوش می دادند. بیاتریز هنگامی که برای میرابل ضبط می کرد، طرح های زیادی دریافت کرد که آنها را «واقعاً خاص» توصیف کرد، زیرا شخصیت در همان سن شباهتی به خودش داشت. بیاتریز برای " دیگر چه می توانم انجام دهم؟ " انیمیشن اولیه سکانس را تماشا کرد که به خاطر یافتن راهی برای آن عنوان کرد.

### طراحی
در حین تحقیق درباره فیلم در باریچارا، هاوارد و بوش با الخاندرا اسپینوزا اوریبه، یک راهنمای تور محلی که شهر را به آنها نشان داد، دوست شدند و بعداً او را برای مشورت در مورد اصالت تاریخی و فرهنگی فیلم استخدام کردند. اسپینوزا اوریبه بر چندین جنبه از خصوصیات میرابل تأثیر گذاشت، از جمله موهای مشکی، عینک های بزرگ و ژست های او. ولاسکوئز و مدیر فنی شخصیت فیلم، شینمین ژائو، به دنبال ارجاعات واقعی در سراسر "کل استودیو" برای موهای میرابل بودند و از فرهای کاسترو اسمیت الهام گرفتند. انیماتورها از ویژگی ها و رفتارهای بیاتریز الهام گرفتند تا میرابل را تا حد ممکن متمایز کنند. لباس های میرابل طوری طراحی شده اند که دست ساز به نظر برسند. میرابل به عنوان عضوی منحصربه‌فرد از خانواده‌اش، فاقد پالت رنگی است که او را به کاسیتا متصل کند، بنابراین لباس او بیشتر رنگ‌های خانواده‌اش را در خود جای داده است.
از آنجایی که انکانتو در منطقه آند می‌گذرد، مدهای سنتی آن الهام‌بخش مهمی برای لباس‌های فیلم بودند. در اواخر قرن نوزدهم و اوایل قرن بیستم، زنان این منطقه معمولاً لباس‌های تاپ سفید با سوزن‌دوزی، دامن‌های بلند و کت‌های همسان می‌پوشیدند. آنها همچنین آلپارگاتا (کفش های سنتی کلمبیایی) را که از فیک ساخته شده بودند، می پوشیدند. هنرمندان دیزنی بارها و بارها بین مراحل مختلف حرکت کردند تا به طور مکرر شخصیت را بهبود بخشند. برای مثال، مدل‌سازان پس از ساختن اولین تکرار بر اساس طراحی‌های هنرمندان توسعه بصری از میرابل، یک مدل در حال انجام را برای تیم تولید ارسال کردند. هنرمندان برای ارائه بازخورد به مدل‌سازان، طرح‌هایی را انجام می‌دادند و به آناتومی و طراحی او می‌افزایند. طرح‌های اولیه میرابل را در یک کت بزرگ به تصویر می‌کشید، ایده‌ای که خدمه تولید برای مدتی به بررسی آن پرداختند. نسخه‌های قبلی شکل بدن میرابل نسبت به نسخه‌های بعدی سبک‌تر بود. هنگامی که بدن آبوئلا به شکل طبیعی تری اصلاح شد، بدن میرابل نیز به همان شیوه اصلاح شد، که به این معنی بود که شکل گردن میرابل بیشتر شبیه آناتومی انسان است.
طراحی میرابل با دامن او آغاز شد که از دامن های منطقه ولز و همچنین به طور کلی دامن های سنتی کلمبیایی الهام گرفته شده است. دامن با گلدوزی تزئین شده بود که در نظر گرفته شده بود ناقص و دست ساز به نظر برسد. هنرمند توسعه ظاهر خوزه لوئیس "ویچو" ولاسکوئز "به طور مجازی تمام گلدوزی ها را با دست" روی رایانه دوخت تا بافت دامن میرابل را بسازد. هنرمندان دیزنی نمادهایی را برای دامن طراحی کردند تا نشان دهنده هر یک از اعضای خانواده او و علاقه او به آنها باشد. این نمادها شامل یک شمع برای آبوئلا، حیوانات برای آنتونیو، گل برای ایزابلا، یک خورشید برای پپا، و یک آفتاب پرست برای کامیلو است. با توجه به اسکرین رانت گنجاندن هدایای خانواده‌اش روی دامن او نشان‌دهنده غرور مادریگالی اوست و نشان‌دهنده شخصیت او، عدم رنجش و حسادت او نسبت به خانواده‌اش و حمایت فعال او از آنها و هدایای آنهاست. نام کامل میرابل، و تصویری از چهره‌اش که عینک‌هایش را زده است، به دامن دوخته شده تا نشان دهد که او هیچ هدیه‌ای ندارد. جنبه های "بلند"، مانند منگوله های صورتی، برای نشان دادن میل میرابل به مورد توجه قرار گرفتن استفاده می شود. به گفته لورلی بووه، یکی از طراحان تولید، دامن میرابل شبیه به "دفترچه یک دختر 15 ساله" است. پیراهن میرابل دارای طرح پروانه ای است که به خانواده مادریگال اشاره دارد. مطابق با موضوع فیلم تغییرات قابل توجه، طرح های پروانه، میرابل اولین قهرمان زن دیزنی است که عینک زده است. آنها بخش مهمی از ظاهر او هستند. به گفته بووه، موضوع اصلی فیلم، دیدگاه است. عینک میرابل یک انتخاب عمدی برای برجسته کردن این مفهوم است. میرابل وارد ماجراجویی می شود تا خانواده اش و شخصیت های واقعی دیگران را دوباره ببیند. به گفته بوش: "ما عمداً به او عینک دادیم زیرا بخشی از سفر او بود و می‌خواستیم این عینک در شخصیت او گنجانده شود." او همچنین آنها را می پوشد زیرا بخشی از نام او از کلمه اسپانیایی میرا آمده است. این عینک سبز است به عنوان اشاره به برونو، دایی او، که لباس سبز می پوشد.